# 라리사 피멘타
라리사 신시나투 피멘타(브라질 포르투갈어: Larissa Cincinato Pimenta, 1999년 3월 1일~)는 브라질의 유도 선수로 2024년 하계 올림픽에서 여자 하프라이트급 동메달을 획득했다. 또한 세계 선수권 대회에서 혼성 단체전 동메달 1개를 획득했고 팬아메리칸 게임 2회 우승, 팬아메리카 선수권 대회 5회 우승을 달성했다. 